# Blue Moves
Blue Moves è il quindicesimo album dell'artista britannico Elton John, pubblicato il 22 ottobre 1976.

## Descrizione
L'LP fu anche il suo secondo album doppio (dopo il celeberrimo Goodbye Yellow Brick Road del 1973) e il suo primo disco registrato dall'etichetta discografica personale della rockstar, la Rocket Records.
Ricco di collaborazioni eccellenti, spazia tra ballate tristi, tocchi jazzati, suite orchestrali e ammiccamenti alla discomusic, riflettendo gli stati d'animo di un Elton devastato da alcool e droghe e in preda alla depressione (confesserà anche di aver tentato due volte il suicidio) e di un Bernie Taupin in crisi coniugale.
I brani musicalmente più significativi sono Tonight, One Horse Town, Cage the Songbird, Out Of The Blue , Someone's Final Song e Idol, mentre i singoli estratti sono la famosa Sorry Seems to Be the Hardest Word (#11 nel Regno Unito e #6 negli Stati Uniti), Crazy Water e Bite Your Lip (Get Up and Dance!).
In un concerto alla Wembley Arena (finalizzato alla promozione dell'LP), Elton dichiarò che questo album sarebbe stato il suo ultimo lavoro. Non disse per quanto tempo, ma non scherzava: effettivamente John abbandonò la scena musicale per un intero anno.

## Classifiche
Blue Moves fu pubblicato a ridosso della famosa intervista alla rivista Rolling Stone in cui la superstar rivelò la propria bisessualità, e non andò oltre un #3 in USA e in patria: il coming out danneggiò la carriera di John mettendo un freno alle vendite e alla popolarità, soprattutto in un Paese puritano come gli Stati Uniti, dove larga parte del pubblico rimase spiazzato da questa confessione pubblica. L'LP segna, dunque, l'inizio del calo dello strapotere discografico eltoniano degli anni Settanta. 
In ogni caso la rockstar lo ritiene uno dei suoi migliori album mai registrati.
Album - Billboard (Stati Uniti d'America)
| Anno | Classifica | Posizione |
| ---- | ---------- | --------- |
| 1976 | Pop Albums | 3         |

Singoli - Billboard (Stati Uniti d'America)
| Anno | Singolo                              | Classifica         | Posizione |
| ---- | ------------------------------------ | ------------------ | --------- |
| 1976 | "Sorry Seems to Be the Hardest Word" | Adult Contemporary | 1         |
| 1976 | "Sorry Seems to Be the Hardest Word" | Pop Singles        | 6         |
| 1977 | "Bite Your Lip (Get Up and Dance!)"  | Pop Singles        | 28        |

## Tracce
Tutti i brani sono stati composti da Elton John e Bernie Taupin, tranne dove specificato diversamente.

### Disco 1
1. Your Starter for... (Caleb Quaye) – 1:23
2. Tonight – 7:52
3. One Horse Town (John, James Newton Howard, Taupin) – 5:56
4. Chameleon – 5:27
5. Boogie Pilgrim (John, Davey Johnstone, Quaye, Taupin) – 6:05
6. Cage the Songbird (John, Johnstone, Taupin) – 3:25
7. Crazy Water – 5:42
8. Shoulder Holster – 5:10

### Disco 2
1. Sorry Seems to Be the Hardest Word (Testo = Elton John, Bernie Taupin; Musica = Elton John) – 3:48
2. Out of the Blue – 6:14
3. Between Seventeen and Twenty (John, Johnstone, Quaye, Taupin) – 5:17
4. The Wide-Eyed and Laughing (John, Johnstone, Newton Howard, Quaye, Taupin) – 3:27
5. Someone's Final Song – 4:10
6. Where's the Shoorah? – 4:09
7. If There's a God in Heaven (What's He Waiting For?) (John, Johnstone, Taupin) – 4:25
8. Idol – 4:08
9. Theme from a Non-Existent TV Series – 1:19
10. Bite Your Lip (Get Up and Dance!) – 6:43

## B-sides
| Brano                                                     | Formato                                                                                           |
| --------------------------------------------------------- | ------------------------------------------------------------------------------------------------- |
| "Bite Your Lip (Get Up and Dance) (Remix di Tom Moulton)" | Bite Your Lip (Get Up and Dance) 7" (US), 12" (US/UK) (short version), 12" (US/UK) (full version) |

## Formazione
- Elton John: voce, cori, pianoforte, harmonium, clavicembalo
- Caleb Quaye: chitarra acustica, chitarra 6 corde, chitarra elettrica, chitarra a 12 corde
- Davey Johnstone: chitarra acustica, cori, chitarra elettrica, sitar, mandolino, slide guitar
- James Newton Howard: pianoforte, organo Hammond, Fender Rhodes, fisarmonica, clavinet, sintetizzatore, mellotron
- Roger Pope: batteria
- Carl Fortina: fisarmonica
- Kenny Passarelli: basso
- Ray Cooper: glockenspiel, cembalo, congas, triangolo, marimba, tamburello basco, gong, vibrafono
- Michael Hurwitzt: violoncello
- Randy Brecker: tromba
- Barry Rogers: trombone
- Michael Brecker: sax
- David Sanborn: sax
- Cindy Bullens: cori
- Clark Burroughs: cori
- Joe Chemay: cori
- David Crosby: cori
- Ron Hicklin: cori
- Bruce Johnston: cori
- Toni Tennille: cori
- Gene Monford: cori
- Curt Becher: cori
- Jan Joyce: cori
- Graham Nash: cori
- Cornestone Coir: cori